# Quirinus (Mythologie)
Quirinus war ein Gott der altrömischen Religion.

## Ursprung und Kult
Vermutlich war Quirinus ursprünglich eine Gottheit der Sabiner, denn sein Kult in Rom ist mit den Bewohnern des nach ihm benannten Hügels Quirinal verbunden, die sabinische Siedler gewesen sein sollen. Er war ein Kriegsgott, ähnlich dem Mars, der ihn in dieser Eigenschaft später fast vollständig ablöste. Man identifizierte Quirinus dann mit Romulus, dem unter die Götter erhobenen ersten König Roms.
Quirinus gehörte zusammen mit Jupiter und Mars zu den wichtigsten Göttern der römischen Frühzeit, die auch später noch je einen eigenen Priester (die flamines maiores) hatten. Neben dem flamen Quirinalis führten auch die Salii Collini Kulthandlungen für Quirinus durch. Das Kultfest, die Quirinalia, fand am 17. Februar statt.
Die Bezeichnung Quirites („Quiriten“) für die Bürger Roms leitet sich vom Namen des Quirinus ab.

## Quirinustempel
Für die römische Frühzeit ist ein sacellum Quirini bezeugt, doch ist nicht bekannt, wo sich dieses Heiligtum befand.
Der Quirinustempel auf dem Quirinal wurde 293 v. Chr. vom Konsul Lucius Papirius Cursor nach einem Gelübde seines gleichnamigen Vaters geweiht und mit Kriegsbeute aus den Samnitenkriegen ausgestattet. Er lag in der Nähe der Porta Quirinalis der Servianischen Mauer. Nachdem der Tempel bereits 206 v. Chr. vom Blitz getroffen worden war, brannte er 49 v. Chr. teilweise nieder. 45 v. Chr. ließ der Senat im Tempel eine Statue des Diktators Gaius Iulius Caesar aufstellen. Augustus ließ den Tempel restaurieren und weihte ihn am 29. Juni 16 v. Chr. Der Tempelneubau war ein Dipteros dorischer Ordnung mit einer achtsäuligen Front.